# ال‌جی‌ام-۳۰ مینتمن
ال‌جی‌ام-۳۰ مینتمن (انگلیسی: LGM-30 Minuteman) یک موشک بالستیک قاره‌پیمای زمینی آمریکایی است که در خدمت فرماندهی تهاجم جهانی نیروی هوایی قرار دارد. از سال ۲۰۲۴، ال‌جی‌ام-۳۰جی (نسخه ۳) تنها موشک بالستیک قاره‌پیمای زمینی در خدمت در ایالات متحده است و به همراه موشک بالستیک زیردریایی پرتاب و سلاح‌های هسته‌ای حمل شده توسط بمب‌افکن‌های استراتژیک دوربرد، بخش زمینی سه‌گانه هسته‌ای ایالات متحده را تشکیل می‌دهد.
توسعه مینتمن در اواسط دهه ۱۹۵۰ آغاز شد، زمانی که تحقیقات اولیه نشان داد که یک موتور موشک سوخت جامد می‌تواند برای مدت طولانی آماده پرتاب باشد، برخلاف موشک‌های سوخت مایع که قبل از پرتاب نیاز به سوخت‌گیری داشتند و بنابراین ممکن بود در یک حمله غافلگیرانه نابود شوند. این موشک به نام مینتمن‌های مستعمراتی جنگ انقلاب آمریکا نامگذاری شد که می‌توانستند در مدت کوتاهی آماده جنگ باشند.
موشک مینتمن در سال ۱۹۶۲ به عنوان یک سلاح بازدارنده وارد خدمت شد که می‌توانست در صورت حمله به ایالات متحده، با یک حمله دوم به شهرهای شوروی ضربه بزند و در مقابل حمله متقابل، ارزش خود را نشان دهد. با این حال، توسعه موشک یوجی‌ام-۲۷ پولاریس نیروی دریایی ایالات متحده آمریکا، که همین نقش را ایفا می‌کرد، به نیروی هوایی ایالات متحده آمریکا اجازه داد تا مینتمن را اصلاح کند و دقت آن را به اندازه کافی افزایش دهد تا به اهداف نظامی مستحکم، از جمله سیلوهای موشکی شوروی، حمله کند. مینتمن۲ در سال ۱۹۶۵ با مجموعه‌ای از ارتقاءها برای بهبود دقت و بقای آن در مواجهه با سیستم موشک ضد بالستیک که شوروی در حال توسعه آن بود، وارد خدمت شد. در سال ۱۹۷۰، مینتمن۳ اولین موشک بالستیک قاره‌پیمای مستقر با چندین وسیله نقلیه بازگشتی با هدف‌گیری مستقل شد: سه کلاهک کوچکتر که توانایی موشک را برای حمله به اهدافی که توسط موشک‌های ضدبالستیک محافظت می‌شدند، بهبود می‌بخشیدند. با این حال، موشک‌های مینتمن۳ بعداً «از کلاهک بازگشتی هدف‌گیری مستقل چندگانه خارج شدند». از سال ۲۰۱۶، آنها فقط یک کلاهک جنگی برای هر موشک داشتند.
تا دهه ۱۹۷۰، شمار ۱۰۰۰ موشک مینتمن مستقر شده بودند و این تعداد تا سپتامبر ۲۰۱۷ به ۴۰۰ موشک مینتمن۳ کاهش یافته است، که در سیلوهای موشکی اطراف پایگاه هوایی مالمستروم، مونتانا؛ پایگاه هوایی مینوت، داکوتای شمالی؛ و پایگاه هوایی فرانسیس ای. وارن، وایومینگ مستقر شده‌اند. موشک مینتمن۳ به تدریج با موشک بالستیک قاره‌پیمای جدید ال‌جی‌ام-۳۵ سنتینل که قرار است توسط نورثروپ گرومن ساخته شود، از سال ۲۰۳۰ جایگزین خواهد شد.